# Złoty cielec

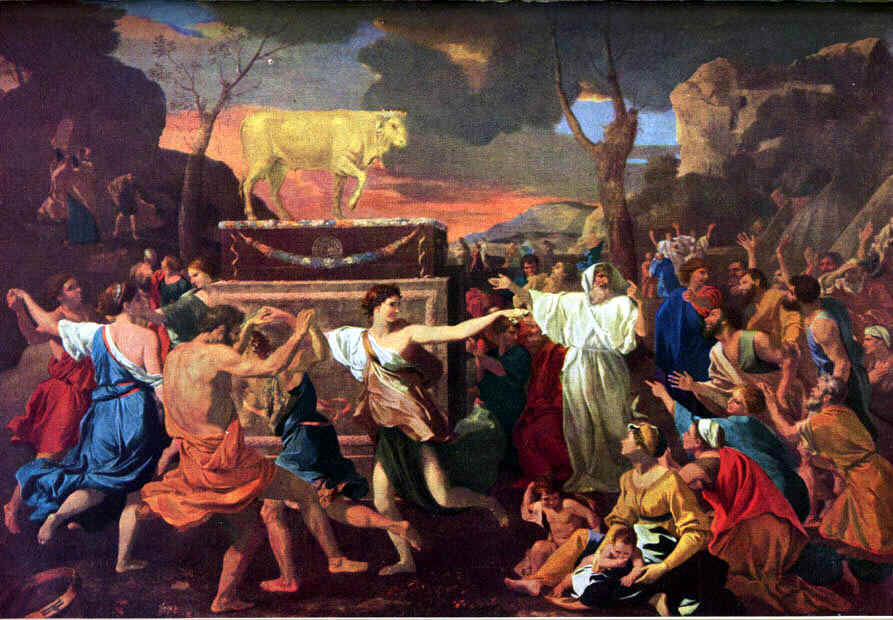
Adoracja złotego cielca (mal. Nicolas Poussin, 1633)

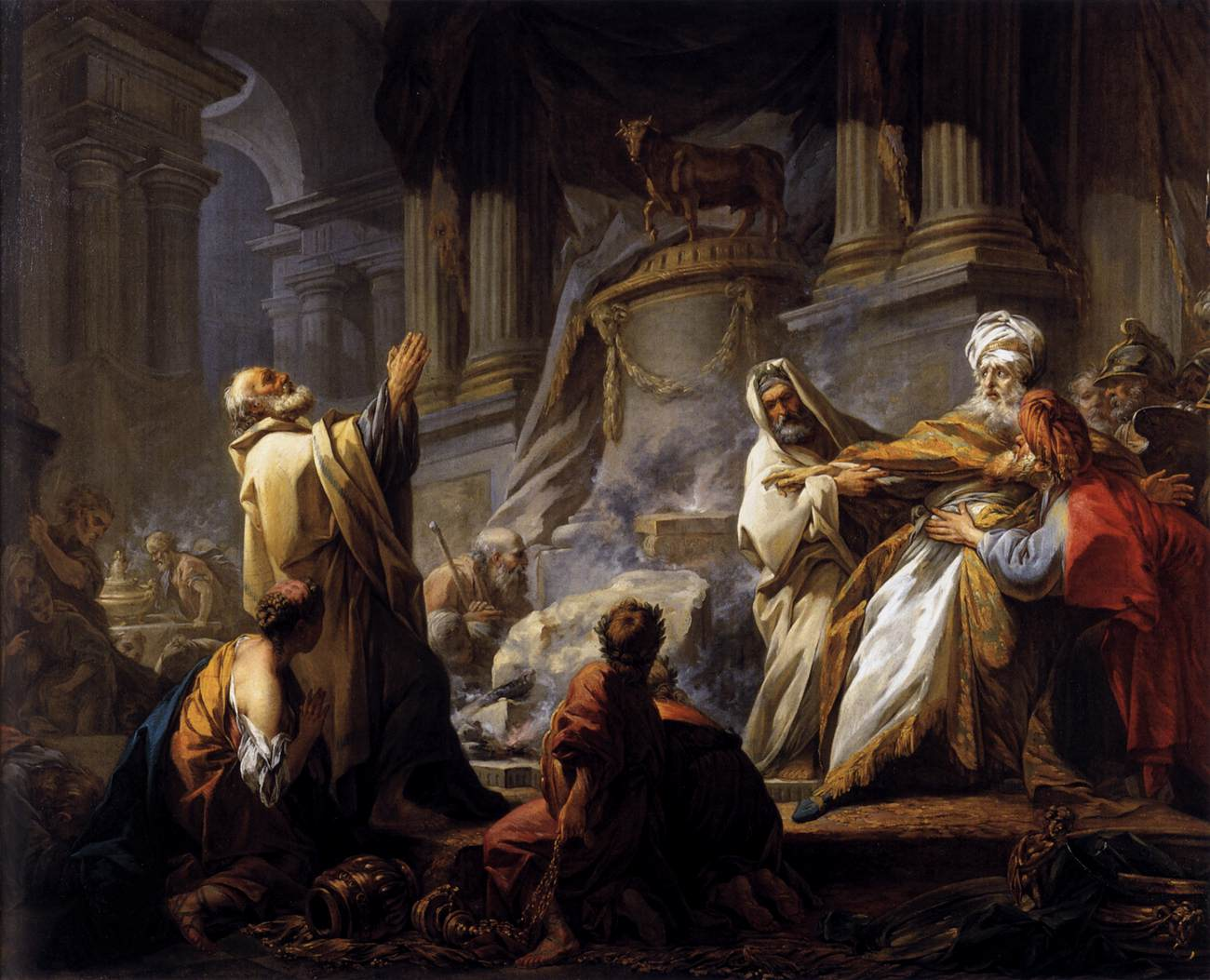
Król Jeroboam składający ofiarę złotemu cielcowi (mal. J.H. Fragonard, 1752)

Złoty cielec (hebr. ‏עגל הזהב‎, egel ha-zahaw, dosł. „złoty cielec”) – przedmiot kultu (idol) stworzony przez Aarona na życzenie Izraelitów podczas nadspodziewanie długiej nieobecności Mojżesza. Po hebrajsku, w kulturze współczesnej, wydarzenie to nosi nazwę „Cheta ha'Egel” (חטא העגל) – grzech cielca. Opis tego zdarzenia znajduje się w 32 rozdziale Księgi Wyjścia. Temat złotego cielca podejmuje również sura Al-Bakara Koranu.

## Streszczenie wydarzenia
Gdy Mojżesz przebywał na Górze Synaj, by otrzymać Dekalog, pozostawił Izraelitów samych na czterdzieści dni. Ci, bojąc się, że opuścił ich na dobre (niejako wraz z samym Bogiem), poprosili Aarona o stworzenie wizerunku Boga, który wyprowadziłby ich z Egiptu, któremu mogliby oddawać cześć i który by ich dalej prowadził przez pustynię. Aaron nakazał zebranie kolczyków Izraelitów, następnie przetopił je i stworzył posąg złotego cielca, a także ołtarz, przed którym następnego dnia złożono ofiary i bawiono się.
Bóg Jahwe zorientował się wtedy, że lud sprzeniewierzył się mu i zaplanował jego wyniszczenie. Nie zrobił tego po gorących prośbach Mojżesza. Jednak sam Mojżesz po zejściu z Synaju nie był w stanie opanować swego gniewu, zniszczył trzymane w rękach tablice Dekalogu. Posąg spalił w ogniu, starł go na proszek, wrzucił do wody i nakazał Izraelitom jej wypicie. Zażądał także wyjaśnień od Aarona, który przyznał się do stworzenia cielca. Następnie Mojżesz zebrał synów Lewiego i nakazał im zabicie pozostałych mężczyzn (około trzech tysięcy).
Później Bóg wezwał Mojżesza ponownie na górę Synaj, gdzie wykonano jeszcze raz zniszczone przez Mojżesza tablice Dekalogu.